# Valutategn
Valutategn er symboler for en valuta eller en valutakode.

## Notation
Når man skriver beløb, er placeringen af valutategnet forskelligt. Nogle placerer valutategnet foran beløbet (for eksempel i USA: $1.00) og andre efter (for eksempel i Tyskland: 1€). Før valutaerne portugisiske escudo og den franske franc blev afviklet (og erstattet af Euroen) blev tegnene for disse placeret i stedet for kommaet: 50F00. Standarden for eurosymbolet (€) er, at tegnet placeres før beløbet, men de lande, der før konvertering placerede deres respektive tegn efter beløbet, gør det i praksis stadig i dag.
I Danmark skrives i løbende tekst valutaen efter tallet, f.eks. 100,- kr.

## Anvendte valutategn

### Nuværende
I dag er følgende valutategn i anvendelse i forskellige lande for forskellige valutaer:
| Tegn | ASCII-værdi | Unicode-repræsentation | Valutanavn | Anvendes i følgende lande  | Bemærkning                                                                        |
| ---- | ----------- | ---------------------- | ---------- | -------------------------- | --------------------------------------------------------------------------------- |
| ¤    | -           | U+00A4                 | -          | -                          | Generisk valutategn, der bruges, hvis andet tegn ikke er tilgængeligt             |
| ฿    | -           | U+0E3F                 | Baht       | Thailand                   |                                                                                   |
| ¢    | -           | U+00A2                 | Cent       | -                          | Bruges som 1/100 af den primære møntenhed i mange lande                           |
| ₡    | -           | U+20A1                 | Colón      | Costa Rica og El Salvador  |                                                                                   |
| $    | 36          | U+0024                 | Dollar     | USA, Canada og mange andre | Bruges også som valutategn for andre valutaer. Se dollartegn for yderligere info. |
| ₫    | -           | U+20AB                 | Dong       | Vietnam                    |                                                                                   |
| €    | -           | U+20AC                 | Euro       | Europæiske Union           | Bruges i medlemslandene med nogle få undtagelser.                                 |
| ₴    | -           | U+20B4                 | Hryvnia    | Ukraine                    |                                                                                   |
| ₭    | -           | U+20AD                 | Kip        | Laos                       |                                                                                   |
| ₥    | -           | U+20A5                 | Mill       | -                          | Bruges som 1/1000 af den primære møntenhed i mange lande                          |
| ₦    | -           | U+20A6                 | Naira      | Nigeria                    |                                                                                   |
| ₱    | -           | U+20B1                 | Peso       | Filippinerne               |                                                                                   |
| £    | -           | U+00A3                 | Pund       | Det Forenede Kongerige     | Blev også tidligere brugt for lire i Italien.                                     |
| ៛    | -           | U+17DB                 | Riel       | Cambodia                   |                                                                                   |
| ₨    | -           | U+20A8                 | Rupi       | Indien, Pakistan med flere | Bruges også for rupiah i Indonesien                                               |
| ৲    | -           | U+09F2                 | Rupi-mærke | Bengalen                   |                                                                                   |
| ৳    | -           | U+09F3                 | Rupi-tegn  | Bengalen                   |                                                                                   |
| ₪    | -           | U+20AA                 | Ny Shekel  | Israel                     |                                                                                   |
| ₩    | -           | U+20A9                 | Won        | Nordkorea og Sydkorea      |                                                                                   |
| ₮    | -           | U+20AE                 | Tugrik     | Mongoliet                  |                                                                                   |
| ¥    | -           | U+00A5                 | Yen        | Kina og Japan              |                                                                                   |
| ₽    |             | U+20BD                 | Rubler     | Rusland                    | Officielt brugt siden dec. 2013                                                   |

### Tidligere
Følgende tegn er af den ene eller den anden årsag ikke i brug længere:
| Tegn | ASCII-værdi | Unicode-repræsentation | Valutanavn | Anvendtes i følgende lande           | Bemærkning                                            |
| ---- | ----------- | ---------------------- | ---------- | ------------------------------------ | ----------------------------------------------------- |
| ₢    | -           | U+20A2                 | Cruzeiro   | Brasilien                            | Erstattet af Real.                                    |
| ₯    | -           | U+20AF                 | Drakme     | Grækenland                           | Erstattet af Euro.                                    |
| ₠    | -           | U+20A0                 | ECU        | Europæiske Union                     | Erstattet af Euro.                                    |
| ₰    | -           | U+20B0                 | Pfennig    | Tyskland                             | Erstattet af Euro.                                    |
| ₣    | -           | U+20A3                 | Franc      | Frankrig                             | Erstattet af Euro. Dog skrev de fleste "FF" i stedet. |
| ƒ    | -           | U+0192                 | Gylden     | Holland                              | Erstattet af Euro. F'et kommer af florin.             |
| ₤    | -           | U+20A4                 | Lire       | Italien, San Marino og Vatikanstaten | Erstattet af Euro. Brugtes også nogle gange i Malta   |
| ₧    | -           | U+20A7                 | Peseta     | Spanien                              | Erstattet af Euro.                                    |